# Злокачествен нарцисизъм
Злокачественият нарцисизъм е психологически синдром, включващ комбинация от нарцисизъм, антисоциално поведение, садизъм и параноичен възглед за живота. Злокачественият нарцисизъм е подкатегория на нарцистично разстройство на личността (NPD), което може също да включва черти на антисоциално разстройство на личността, параноично разстройство на личността и садистично разстройство на личността.
Злокачествените нарцисисти са грандомани и са винаги готови на враждебност, което подкопава семейството и организациите, в които участват, и дехуманизира хората, с които са свързани.

## История

### Ранни употреби на термина
Социалният психолог Ерих Фром за първи път въвежда термина „злокачествен нарцисизъм“ през 1964 г. Той характеризира състоянието като солипсистична форма на нарцисизъм, при която индивидът се гордее със собствените си присъщи черти, а не със своите постижения, като по този начин не се нуждае от връзка с реалността. Едит Вайгерт (1967) вижда злокачествения нарцисизъм като „регресивно бягство от фрустрацията чрез изкривяване и отричане на реалността“. Психоаналитикът Джордж Х. Полок пише през 1978 г.: „Злокачественият нарцисист е представен като патологично грандиозен, лишен от съвест и регулиране на поведението с характерни демонстрации на радостна жестокост и садизъм “. През 1983 г. М. Скот Пек използва злокачествения нарцисизъм като начин да обясни злото.

### Предложение като диагноза
Психоаналитикът Ото Кернберг за първи път предлага злокачествения нарцисизъм като психиатрична диагноза през 1984 г. Той го описва като синдром, характеризиращ се с нарцистично разстройство на личността (NPD), антисоциални характеристики, параноични черти иагресия. Други симптоми могат да включват липса на съвест, психологическа нужда от власт и чувство за значимост (грандиозност).
Кернберг вярва, че злокачественият нарцисизъм трябва да се разглежда като част от спектъра на тежестта на патологичния нарцисизъм.
Той разграничава злокачествения нарцисизъм от психопатията поради способността на злокачествения нарцисист да интернализира „както агресивните, така и идеализираните предшественици на суперегото, което води до идеализиране на агресивните, садистични черти на патологичния грандиозен Аз“. Според Кернбърг, докато параноичната позиция на психопата срещу външни влияния го кара да не желае да интернализира дори ценностите на „агресора“, злокачествените нарцисисти „имат способността да се възхищават на силни хора и могат да разчитат на садистични и мощни, но надеждни родителски образи“. Злокачествените нарцисисти, за разлика от психопатите, а способни да развият „известна идентификация с други могъщи идеализирани фигури като част от сплотена група, „която позволява поне известна лоялност и добри обектни отношения да бъдат интернализирани. Някои от тях могат да проявяват рационализирано антисоциално поведение – например като лидери на садистични или терористични групи...с капацитет за лоялност към собствените си другари."
На 11 май 1968 г. на 55-та годишна среща на Американската психоаналитична асоциация Кернберг представи доклад за факторите в психоаналитичното лечение на нарцистичните личности от работата на проекта за изследване на психотерапията на Фондация Менингер. Статията на Кернберг е публикувана за първи път на 1 януари 1970 г. в списанието на Американската психоаналитична асоциация (JAPA). В статията му „злокачествен нарцисизъм“ и психопатия се използват взаимозаменяемо. Развивайки тези идеи, освен това Кернберг посочва, че антисоциалната личност е фундаментално нарцистична и без морал. Злокачественият нарцисизъм включва садистичен елемент, създаващ по същество садистичен психопат.

## Връзка с други концепции и диагнози

### Тъмна триада
Злокачественият нарцисизъм се припокрива с личностната конструкция на тъмната триада, публикувана за първи път от Делрой Паулхус и Кевин М. Уилямс през 2002 г., която описва три корелирани непатологични типа личности: макиавелизъм, нарцисизъм и психопатия. Някои изследователи са добавили садизъм към тъмната триада, за да създадат тъмната тетрада. Психологът Кийт Кембъл дефинира злокачествения нарцисизъм конкретно като рядката, но опасна комбинация от нарцисизъм и садизъм. Злокачественият нарцисизъм се подчертава като ключова област в изследването на масовите убийства, сексуалния садизъм и серийните убийства.

### Нарцисизъм
Основната разлика между нарцистичното личностно разстройство (NPD) и злокачествения нарцисизъм е, че злокачественият нарцисизъм включва съпътстващи характеристики на други разстройства на личността и следователно се състои от по-широк набор от симптоми. В термина „злокачествен нарцисизъм“ думата „злокачествен“ се използва в смисъла на „страстно и безмилостно злонамерен, агресивно злонамерен“. При злокачествения нарцисизъм, нарцистичното личностно разстройство (NPD) се придружава от допълнителни симптоми на антисоциални, параноични и садистични разстройства на личността. Въпреки че човек с нарцистично личностно разстройство (NPD) умишлено ще навреди на други хора в преследване на собствените си егоистични желания, той може да съжалява и при някои обстоятелства да покаже разкаяние за това. Тъй като чертите на антисоциалното разстройство на личността присъстват в злокачествения нарцисизъм, злокачественият нарцисист има по-разпространена липса на емпатия, отколкото някой само с нарцистично личностно разстройство (NPD) и няма да изпитва чувство за вина или разкаяние за щетите, които причинява. Тъй като садизмът често се смята за характеристика на злокачествен нарцисизъм, човек със синдрома може не само да няма чувство за вина или разкаяние за това, че е наранил другите, но може дори да извлече удоволствие от безпричинното причиняване на психическа или физическа болка на другите. Тези черти преди са кодифицирани в DSM-III под садистично разстройство на личността (SPD).

### Психопатия
Термините злокачествен нарцисист и психопат понякога се използват взаимозаменяемо, тъй като от клинична гледна точка те не се различават. Всички индивиди, които имат нарцистично разстройство на личността, злокачествен нарцисизъм и психопатия, проявяват сходни симптоми, както е описано подробно в Контролния списък за психопатия на Хеър. Тестът се състои от 20 елемента, които се оценяват по тристепенна скала, като оценка 0 означава, че изобщо не е приложима, 1 показва частично съвпадение или смесена информация, а 2 показва сравнително добро съвпадение. Граничната граница за етикета на психопатията в Съединените щати е 30, а в Обединеното кралство е 25 от възможен резултат от 40. Високите резултати са свързани с импулсивност и агресия, макиавелизъм и постоянно престъпно поведение, но не и с емпатия и принадлежност.

### Параноя
Значението на злокачествения нарцисизъм и проекцията като защитен механизъм е потвърдено при параноята. Тъй като личността на злокачествения нарцисист не може да търпи никаква критика, подигравката обикновено причинява параноя.

## Терапия
Обикновено в анализа на злокачествения нарцисист „пациентът се опитва да триумфира над терапевта, като унищожи анализа и себе си“.
Злокачественият нарцисизъм е тежко разстройство на личността, което има широкообхватни социални и семейни ефекти. Поради това той изисква внимание както от психиатричната общност, така и от социалните науки. Препоръчва се терапевтично лечение, както и психообразователна превантивна програма, насочена както към специалисти по психично здраве, така и към широката общественост.